# اچ‌ام‌اس انترپرایز (دی۵۲)
اچ‌ام‌اس انترپرایز (دی۵۲) (به انگلیسی: HMS Enterprise (D52)) یک کشتی بود که طول آن ۵۷۰ فوت (۱۷۰ متر) بود. این کشتی در سال ۱۹۱۹ ساخته شد.